# Loxoblemmus escalerai
Loxoblemmus escalerai är en insektsart som beskrevs av Bolívar, I. 1910. Loxoblemmus escalerai ingår i släktet Loxoblemmus och familjen syrsor. Inga underarter finns listade i Catalogue of Life.